# Sonolor (equipa ciclista)
Willy Teirlinck com o mallot do Sonolor
A equipa Sonolor, conhecido posteriormente como Gitane-Campagnolo, foi um equipa ciclista francesa que competiu profissionalmente entre o 1969 e 1977.
Nasceu como herdeiro do antigo Pelforth-Sauvage-Lejeune. Ao dissolver-se a final de 1973 a equipa Gitane-Frigécrème, recebeu a maioria do seu elenco e seu patrocinador. Quando a Renault adquiriu a fábrica de bicicletas Gitane, a equipa já passou a ser Renault-Gitane.

## Principais resultados
- Grande Prêmio de Midi Livre: Walter Ricci (1970), Alain Meslet (1976)
- Troféu dos Escaladores: Lucien Aimar (1970), Lucien Van Impe (1976)
- Paris-Bourges: Walter Ricci (1971)
- Grande Prêmio de Fourmies: Barry Hoban (1971), Willy Teirlinck (1974)
- Étoile de Bessèges: Jean-Luc Molinéris (1971, 1972), Robert Mintkiewicz (1973)
- Quatro Dias de Dunquerque: Yves Hézard (1972)
- Paris-Camembert: José Catieau (1972), Raymond Martin (1975), Bernard Hinault (1976)
- Tour do Norte: Michel Roques (1973)
- Tour de Picardie: Robert Mintkiewicz (1974)
- GP Ouest France-Plouay: Raymond Martin (1974), Jacques Bossis (1976, 1977)
- Circuito de Sarthe: Bernard Hinault (1975)
- Tour do Aude: Bernard Hinault (1976)
- Tour de Limousin: Bernard Hinault (1976, 1977)
- Liège-Bastogne-Liège: Bernard Hinault (1977)
- Gante-Wevelgem: Bernard Hinault (1977)
- Dauphiné Libéré: Bernard Hinault (1977)
- Grande Prêmio das Nações: Bernard Hinault (1977)
- Critérium Internacional: Jean Chassang (1977)

### Às grandes voltas
- Volta a Espanha
  - 0 participações:

- Tour de France
  - 9 participações (1969, 1970, 1971, 1972, 1973, 1974, 1975, 1976, 1977))
  - 14 vitórias de etapa:
    - 5 em 1972: Yves Hézard, Willy Teirlinck (3), Lucien Van Impe
    - 3 em 1973: Willy Teirlinck, Lucien Van Impe, Claude Tollet
    - 2 em 1975: Lucien Van Impe (2)
    - 1 em 1976: Lucien Van Impe
    - 3 em 1977: Pierre-Raymond Villemiane, Bernard Quilfen, Alain Meslet

  - 1 vitórias final:
    - Lucien van Impe (1976)

  - 6 classificações secundárias:
    - Grande Prêmio da montanha: Lucien Van Impe (1971, 1972, 1975)
    - Classificação dos sprints intermediários: Willy Teirlinck (1972), Robert Mintkiewicz (1976), Pierre-Raymond Villemiane (1977)

- Giro d'Italia
  - 0 participações

## Composição da equipa
| \| Integrantes da equipe 1969 \| Integrantes da equipe 1969 \| Integrantes da equipe 1969 \| Integrantes da equipe 1969 \| \| Ciclista \| Data de nascimento \| Equipe anterior \| \| \| -------------------------------------------- \| -------------------------- \| ------------------------------- \| -------------------------- \| \| Stéphan Abrahamian \| 5 setembro 1946 \| \| \| \| Joël Blevin (1 jan.–31 mai.) \| 13 março 1947 \| Pelforth-Sauvage-Lejeune (1968) \| \| \| Michel Bon (1 jan.–19 fev., Nota) \| 9 setembro 1944 \| Frimatic-de Gribaldy (1968) \| \| \| José Catieau \| 17 julho 1946 \| Pelforth-Sauvage-Lejeune (1968) \| \| \| Philippe Crépel \| 12 janeiro 1945 \| Pelforth-Sauvage-Lejeune (1968) \| \| \| Willy De Waele (1 set.–31 dez.) \| 24 outubro 1944 \| \| \| \| Édouard Delberghe \| 4 outubro 1935 \| Pelforth-Sauvage-Lejeune (1968) \| \| \| Aimable Denhez \| 30 novembro 1941 \| \| \| \| Jean-Pierre Ducasse (1 jan.–19 fev., Nota) \| 16 julho 1944 \| \| \| \| Fernand Etter \| 4 agosto 1941 \| \| \| \| Roger Gilson (2 jun.–31 dez.) \| 19 setembro 1947 \| \| \| \| Jean Graczyk \| 26 maio 1933 \| Margnat-Paloma-Dunlop (1964) \| \| \| Bernard Guyot \| 19 novembro 1945 \| Pelforth-Sauvage-Lejeune (1968) \| \| \| Claude Guyot \| 16 janeiro 1947 \| Pelforth-Sauvage-Lejeune (1968) \| \| \| Henri Heintz \| 17 julho 1946 \| Pelforth-Sauvage-Lejeune (1968) \| \| \| Jean-Pierre Huby \| 20 março 2025 \| \| \| \| René Panagiotis \| 3 agosto 1946 \| \| \| \| Francisco Perez Rodriguez \| 1 novembro 1945 \| \| \| \| Michel Quinchon \| 28 agosto 1949 \| \| \| \| Yves Ravaleu \| 5 setembro 1945 \| \| \| \| Jean-Claude Theillière \| 23 maio 1944 \| BiC (1968) \| \| \| Christiaan Van de Gehuchte (18 ago.–31 dez.) \| 1 junho 1945 \| \| \| \| Lucien Van Impe (26 jun.–31 dez.) \| 20 outubro 1946 \| \| \| \| André Wilhelm \| 7 fevereiro 1943 \| \| \| \| André Zimmermann \| 20 fevereiro 1939 \| Peugeot-BP-Michelin (1968) \| \| \| \| \| \| \| \| Fonte: Cycling Archives \| \| \| \|Nota: Stéphan Abrahamian Nota: Michel Bon, morte Nota: Jean-Pierre Ducasse, morte : |                    |                                 |  |
| Integrantes da equipe 1969 |                    |                                 |  |
| Ciclista | Data de nascimento | Equipe anterior                 |  |
| Stéphan Abrahamian | 5 setembro 1946    |                                 |  |
| Joël Blevin (1 jan.–31 mai.) | 13 março 1947      | Pelforth-Sauvage-Lejeune (1968) |  |
| Michel Bon (1 jan.–19 fev., Nota) | 9 setembro 1944    | Frimatic-de Gribaldy (1968)     |  |
| José Catieau | 17 julho 1946      | Pelforth-Sauvage-Lejeune (1968) |  |
| Philippe Crépel | 12 janeiro 1945    | Pelforth-Sauvage-Lejeune (1968) |  |
| Willy De Waele (1 set.–31 dez.) | 24 outubro 1944    |                                 |  |
| Édouard Delberghe | 4 outubro 1935     | Pelforth-Sauvage-Lejeune (1968) |  |
| Aimable Denhez | 30 novembro 1941   |                                 |  |
| Jean-Pierre Ducasse (1 jan.–19 fev., Nota) | 16 julho 1944      |                                 |  |
| Fernand Etter | 4 agosto 1941      |                                 |  |
| Roger Gilson (2 jun.–31 dez.) | 19 setembro 1947   |                                 |  |
| Jean Graczyk | 26 maio 1933       | Margnat-Paloma-Dunlop (1964)    |  |
| Bernard Guyot | 19 novembro 1945   | Pelforth-Sauvage-Lejeune (1968) |  |
| Claude Guyot | 16 janeiro 1947    | Pelforth-Sauvage-Lejeune (1968) |  |
| Henri Heintz | 17 julho 1946      | Pelforth-Sauvage-Lejeune (1968) |  |
| Jean-Pierre Huby | 20 março 2025      |                                 |  |
| René Panagiotis | 3 agosto 1946      |                                 |  |
| Francisco Perez Rodriguez | 1 novembro 1945    |                                 |  |
| Michel Quinchon | 28 agosto 1949     |                                 |  |
| Yves Ravaleu | 5 setembro 1945    |                                 |  |
| Jean-Claude Theillière | 23 maio 1944       | BiC (1968)                      |  |
| Christiaan Van de Gehuchte (18 ago.–31 dez.) | 1 junho 1945       |                                 |  |
| Lucien Van Impe (26 jun.–31 dez.) | 20 outubro 1946    |                                 |  |
| André Wilhelm | 7 fevereiro 1943   |                                 |  |
| André Zimmermann | 20 fevereiro 1939  | Peugeot-BP-Michelin (1968)      |  |
| |                    |                                 |  |
| Fonte: Cycling Archives |                    |                                 |  |

| \| Integrantes da equipe 1976 \| Integrantes da equipe 1976 \| Integrantes da equipe 1976 \| Integrantes da equipe 1976 \| \| Ciclista \| Data de nascimento \| Equipe anterior \| \| \| -------------------------- \| -------------------------- \| -------------------------- \| -------------------------- \| \| Hubert Arbès \| 9 janeiro 1950 \| \| \| \| Jacques Bossis \| 22 dezembro 1952 \| \| \| \| André Chalmel \| 10 outubro 1949 \| Gitane-Campagnolo (1976) \| \| \| Jean Chassang \| 8 fevereiro 1951 \| \| \| \| René Dillen \| 18 junho 1951 \| \| \| \| Jean-Jacques Fussien \| 21 janeiro 1952 \| \| \| \| Bernard Hinault \| 14 novembro 1954 \| Gitane-Campagnolo (1976) \| \| \| Guy Leleu \| 4 fevereiro 1950 \| \| \| \| Raymond Martin \| 22 maio 1949 \| \| \| \| Alain Meslet \| 8 fevereiro 1950 \| Gitane-Campagnolo (1976) \| \| \| Robert Mintkiewicz \| 14 outubro 1947 \| \| \| \| Bernard Quilfen \| 20 abril 1949 \| \| \| \| Alain Santy \| 28 agosto 1949 \| Gitane-Campagnolo (1976) \| \| \| Willy Teirlinck \| 10 agosto 1948 \| \| \| \| Lucien Van Impe \| 20 outubro 1946 \| \| \| \| Sylvain Vasseur \| 28 fevereiro 1946 \| \| \| \| Pierre-Raymond Villemiane \| 12 março 1951 \| \| \| \| \| \| \| \| \| Fonte: Cycling Archives \| \| \| \|Nota: Hubert Arbès |                    |                          |  |
| Integrantes da equipe 1976 |                    |                          |  |
| Ciclista | Data de nascimento | Equipe anterior          |  |
| Hubert Arbès | 9 janeiro 1950     |                          |  |
| Jacques Bossis | 22 dezembro 1952   |                          |  |
| André Chalmel | 10 outubro 1949    | Gitane-Campagnolo (1976) |  |
| Jean Chassang | 8 fevereiro 1951   |                          |  |
| René Dillen | 18 junho 1951      |                          |  |
| Jean-Jacques Fussien | 21 janeiro 1952    |                          |  |
| Bernard Hinault | 14 novembro 1954   | Gitane-Campagnolo (1976) |  |
| Guy Leleu | 4 fevereiro 1950   |                          |  |
| Raymond Martin | 22 maio 1949       |                          |  |
| Alain Meslet | 8 fevereiro 1950   | Gitane-Campagnolo (1976) |  |
| Robert Mintkiewicz | 14 outubro 1947    |                          |  |
| Bernard Quilfen | 20 abril 1949      |                          |  |
| Alain Santy | 28 agosto 1949     | Gitane-Campagnolo (1976) |  |
| Willy Teirlinck | 10 agosto 1948     |                          |  |
| Lucien Van Impe | 20 outubro 1946    |                          |  |
| Sylvain Vasseur | 28 fevereiro 1946  |                          |  |
| Pierre-Raymond Villemiane | 12 março 1951      |                          |  |
| |                    |                          |  |
| Fonte: Cycling Archives |                    |                          |  |

| \| Integrantes da equipe 1976 \| Integrantes da equipe 1976 \| Integrantes da equipe 1976 \| Integrantes da equipe 1976 \| \| Ciclista \| Data de nascimento \| Equipe anterior \| \| \| -------------------------- \| -------------------------- \| -------------------------- \| -------------------------- \| \| Hubert Arbès \| 9 janeiro 1950 \| \| \| \| Jacques Bossis \| 22 dezembro 1952 \| \| \| \| André Chalmel \| 10 outubro 1949 \| Gitane-Campagnolo (1976) \| \| \| Jean Chassang \| 8 fevereiro 1951 \| \| \| \| René Dillen \| 18 junho 1951 \| \| \| \| Jean-Jacques Fussien \| 21 janeiro 1952 \| \| \| \| Bernard Hinault \| 14 novembro 1954 \| Gitane-Campagnolo (1976) \| \| \| Guy Leleu \| 4 fevereiro 1950 \| \| \| \| Raymond Martin \| 22 maio 1949 \| \| \| \| Alain Meslet \| 8 fevereiro 1950 \| Gitane-Campagnolo (1976) \| \| \| Robert Mintkiewicz \| 14 outubro 1947 \| \| \| \| Bernard Quilfen \| 20 abril 1949 \| \| \| \| Alain Santy \| 28 agosto 1949 \| Gitane-Campagnolo (1976) \| \| \| Willy Teirlinck \| 10 agosto 1948 \| \| \| \| Lucien Van Impe \| 20 outubro 1946 \| \| \| \| Sylvain Vasseur \| 28 fevereiro 1946 \| \| \| \| Pierre-Raymond Villemiane \| 12 março 1951 \| \| \| \| \| \| \| \| \| Fonte: Cycling Archives \| \| \| \|Nota: Hubert Arbès |                    |                          |  |
| Integrantes da equipe 1976 |                    |                          |  |
| Ciclista | Data de nascimento | Equipe anterior          |  |
| Hubert Arbès | 9 janeiro 1950     |                          |  |
| Jacques Bossis | 22 dezembro 1952   |                          |  |
| André Chalmel | 10 outubro 1949    | Gitane-Campagnolo (1976) |  |
| Jean Chassang | 8 fevereiro 1951   |                          |  |
| René Dillen | 18 junho 1951      |                          |  |
| Jean-Jacques Fussien | 21 janeiro 1952    |                          |  |
| Bernard Hinault | 14 novembro 1954   | Gitane-Campagnolo (1976) |  |
| Guy Leleu | 4 fevereiro 1950   |                          |  |
| Raymond Martin | 22 maio 1949       |                          |  |
| Alain Meslet | 8 fevereiro 1950   | Gitane-Campagnolo (1976) |  |
| Robert Mintkiewicz | 14 outubro 1947    |                          |  |
| Bernard Quilfen | 20 abril 1949      |                          |  |
| Alain Santy | 28 agosto 1949     | Gitane-Campagnolo (1976) |  |
| Willy Teirlinck | 10 agosto 1948     |                          |  |
| Lucien Van Impe | 20 outubro 1946    |                          |  |
| Sylvain Vasseur | 28 fevereiro 1946  |                          |  |
| Pierre-Raymond Villemiane | 12 março 1951      |                          |  |
| |                    |                          |  |
| Fonte: Cycling Archives |                    |                          |  |

| \| Integrantes da equipe 1977 \| Integrantes da equipe 1977 \| Integrantes da equipe 1977 \| Integrantes da equipe 1977 \| \| Ciclista \| Data de nascimento \| Equipe anterior \| \| \| -------------------------- \| -------------------------- \| ----------------------------- \| -------------------------- \| \| Hubert Arbès \| 9 janeiro 1950 \| \| \| \| Roland Berland \| 26 fevereiro 1945 \| Super Ser (1976) \| \| \| Jacques Bossis \| 22 dezembro 1952 \| \| \| \| André Chalmel \| 10 outubro 1949 \| Gitane-Campagnolo (1977) \| \| \| Jean Chassang \| 8 fevereiro 1951 \| \| \| \| Gilbert Chaumaz \| 12 janeiro 1953 \| \| \| \| Patrick Cluzaud \| 16 fevereiro 1952 \| \| \| \| Bernard Hinault \| 14 novembro 1954 \| Gitane-Campagnolo (1977) \| \| \| Alain Meslet \| 8 fevereiro 1950 \| Gitane-Campagnolo (1977) \| \| \| Robert Mintkiewicz \| 14 outubro 1947 \| \| \| \| Gérard Moneyron \| 17 janeiro 1948 \| Gan-Mercier-Hutchinson (1976) \| \| \| Michel Périn \| 20 maio 1947 \| Gan-Mercier-Hutchinson (1976) \| \| \| Bernard Quilfen \| 20 abril 1949 \| \| \| \| Willy Teirlinck \| 10 agosto 1948 \| \| \| \| Sylvain Vasseur \| 28 fevereiro 1946 \| \| \| \| Pierre-Raymond Villemiane \| 12 março 1951 \| \| \| \| \| \| \| \| \| Fonte: Cycling Archives \| \| \| \|Nota: Hubert Arbès |                    |                               |  |
| Integrantes da equipe 1977 |                    |                               |  |
| Ciclista | Data de nascimento | Equipe anterior               |  |
| Hubert Arbès | 9 janeiro 1950     |                               |  |
| Roland Berland | 26 fevereiro 1945  | Super Ser (1976)              |  |
| Jacques Bossis | 22 dezembro 1952   |                               |  |
| André Chalmel | 10 outubro 1949    | Gitane-Campagnolo (1977)      |  |
| Jean Chassang | 8 fevereiro 1951   |                               |  |
| Gilbert Chaumaz | 12 janeiro 1953    |                               |  |
| Patrick Cluzaud | 16 fevereiro 1952  |                               |  |
| Bernard Hinault | 14 novembro 1954   | Gitane-Campagnolo (1977)      |  |
| Alain Meslet | 8 fevereiro 1950   | Gitane-Campagnolo (1977)      |  |
| Robert Mintkiewicz | 14 outubro 1947    |                               |  |
| Gérard Moneyron | 17 janeiro 1948    | Gan-Mercier-Hutchinson (1976) |  |
| Michel Périn | 20 maio 1947       | Gan-Mercier-Hutchinson (1976) |  |
| Bernard Quilfen | 20 abril 1949      |                               |  |
| Willy Teirlinck | 10 agosto 1948     |                               |  |
| Sylvain Vasseur | 28 fevereiro 1946  |                               |  |
| Pierre-Raymond Villemiane | 12 março 1951      |                               |  |
| |                    |                               |  |
| Fonte: Cycling Archives |                    |                               |  |